# Friedrichsthal (Saar)
Friedrichsthal városNémetországban, azon belül Saar-vidék tartományban. Lakosainak száma 9887 fő (2023. december 31.).

## Városrészei
- Bildstock
- Friedrichsthal
- Maybach

## Története
1969-ben a település városi jogokat kapott.

## Népesség
A település népességének változása:
| Lakosok száma | 12 903 | 10 170 | 10 133 | 9955 | 9958 | 9887 |
|               | 1975   | 2017   | 2019   | 2021 | 2022 | 2023 |